# الطريق إلى ليتشفيلد (رواية)
الطريق إلى ليتشفيلد (بالإنجليزية: The Road to Lichfield)‏ هي رواية للكاتبة البريطانية بينيلوب ليفلي، نشرت عام 1977، عن دار نشر هاينيمان في المملكة المتحدة وغروف وايدنفيلد في الولايات المتحدة.